# ديفيد موريتز ميخائيل
ديفيد موريتز ميخائيل (بالألمانية: David Moritz Michael)‏ هو ملحن ألماني، ولد في 21 أكتوبر 1751، وتوفي في 26 فبراير 1827.

## وصلات خارجية
- ديفيد موريتز ميخائيل على موقع ميوزك برينز (الإنجليزية)